# Thomas Gärtner
Thomas Gärtner (* 23. Januar 1969 in Rheydt) ist ein deutscher Altphilologe.

## Leben
Nach dem Abitur in Mönchengladbach im Jahr 1988 studierte Gärtner an der Universität zu Köln, wo er 1997/1998 die Magisterprüfung ablegte und 1998 promoviert wurde. Von Oktober 1998 bis März 1999 arbeitete er als wissenschaftliche Hilfskraft in der Arbeitsstelle für Papyrologie und Epigraphik. Sein Habilitationsvorhaben wurde von April 1999 bis September 2001 durch ein Stipendium der Fritz Thyssen Stiftung unterstützt, von Oktober 2001 bis April 2002 durch ein Stipendium der Deutschen Forschungsgemeinschaft. Während dieser Zeit arbeitete er von Oktober 2000 bis April 2001 als wissenschaftlicher Mitarbeiter in der Arbeitsstelle für Papyrologie und Epigraphik. Im Dezember 2002 habilitierte er sich im Fach Klassische Philologie.
Vom April 2005 bis März 2006 war Gärtner wiederum wissenschaftlicher Mitarbeiter an der Arbeitsstelle für Papyrologie und Epigraphik. Vom April 2006 bis zum März 2008 arbeitete er mit einer von der Deutschen Forschungsgemeinschaft finanzierten eigenen Stelle an einer zweisprachigen Ausgabe von Coripps Epos Johannis. Nach der Erweiterung seiner Habilitation um das Fach Mittellateinische Philologie im Juli 2007 wurde Gärtner im Juli 2008 wurde er zum außerplanmäßigen Professor ernannt.
Gärtners Forschungsschwerpunkte sind Überlieferungsgeschichte und Textkritik sowie Scholienliteratur. Er beschäftigt sich mit griechischer Rhetorik und Geschichtsschreibung sowie mit lateinischer Epik von der flavischen Zeit bis zur Spätantike, außerdem mit mittellateinischer Dichtung.

## Schriften (Auswahl)
- Klassische Vorbilder mittelalterlicher Trojaepen (= Beiträge zur Altertumskunde. Band 133). Teubner, Stuttgart/Leipzig 1999, ISBN 3-598-77682-9 (Zugl.: Köln, Univ., Diss., 1998).
- Troilus / Albert von Stade. Mit Quellenapparat kritisch hrsg. von Thomas Gärtner (= Spolia Berolinensia. Band 27). Weidmann, Hildesheim 2007, ISBN 978-3-615-00337-6.
- Untersuchungen zur Gestaltung und zum historischen Stoff der Johannis Coripps (= Untersuchungen zur antiken Literatur und Geschichte. Band 90). de Gruyter, Berlin/New York N. Y. 2008, ISBN 978-3-11-020107-9 (Zugl. Teildr. von: Köln, Univ., Habil.-Schr., 2002).